# Maserati Coupé
Maserati Coupé je luksuzni sportski coupé koji se u prodaji nalazi od 2002. godine, a njime se marka Maserati vratila na američko tržište.
Izgledom je Coupé gotovo identičan svom prethodniku 3200 GT, a najprimjetnija izmjena u odnosu na njega je zamjena stražnjih svjetala u obliku bumeranga onim većim trokutastog oblika. Taj detalj je upravo povezan s probojem na tržište SAD-a, gdje sigurnosni zakoni zahtijevaju veću uočljivost stražnjeg dijela automobila tijekom noćne vožnje.
Maserati Coupé je pokretan 4.2-litrenim V8 motorom koji razvija snagu od 390 KS, a prodaje se u dvije izvedbe, nazvane GT i Cambiocorsa. GT označava izvedbu opremljenu ručnim mjenjačem sa šest brzina, a Cambiocorsa onu s istoimenim šesterobrzinskim sekvencijalnim mjenjačem, napravljenim po uzoru na mjenjače koje koriste trkaći bolidi u Formuli 1.
Godine 2004. je pod nazivom 90th Anniversary Edition proizvedena i posebna serija ovog modela, kojom se slavilo 90 godina od osnutka tvrtke, a od iste godine Maserati Coupé je moguće kupiti i u izvedbi Gran Sport, koja se odlikuje nešto sportskijim dizajnom i motorom pojačanim na 396 KS, te je dostupna isključivo s Cambiocorsa mjenjačem.
Maserati Coupé je od početka prodaje dostupan i u roadster izvedbi, koja se naziva Maserati Spyder.